# 硝酸锑
硝酸锑(III)是一种无机化合物，化学式为Sb(NO3)3。它可由电化学法得到。三氧化二锑溶于硝酸，溶液中也会产生Sb(NO3)3。硝酸锑三水合物的乙醇溶液和Schiff碱PhCH=CH-CH=N-NH-C(=S)SCH3反应，生成奶黄色的配合物。它也可作为反应原料来合成AgPb18SbTe20纳米材料。